# Cochstedt
Cochstedt is een plaats en voormalige gemeente in de Duitse deelstaat Saksen-Anhalt, en maakt deel uit van de Landkreis Salzlandkreis.
Cochstedt telt 1.433 inwoners.